# イスラエル電力公社
イスラエル電力公社（イスラエルでんりょくこうしゃ）（Israel Electric Corporation）は、イスラエル国内の発電、送電を行う企業。略称IEC。

## 概要
イスラエル国内の発電、送電を担う国営企業。1996年、イスラエルにおいても電力自由化が進められたが、2010年代においてもほぼ独占状態を続けている。発電所は、国情から水力発電所、原子力発電所の建設が困難であり、ほぼ全てが火力発電所となっていることが特徴。発電所の燃料は石炭が主力であるが、エジプトなど外国産を含め天然ガスに切り替えるなどの取り組みが行われている。

## 対サイバー攻撃
イスラエルは周辺諸国と中東戦争や多くの軍事紛争をくぐり抜けてきた国情もあり、その企業は多くのサイバー攻撃にさらされている。中でも国営企業であるイスラエル電力公社は、1時間に1万件の攻撃を受ける（自称）など群を抜いており、サイバー攻撃に対処する部署を設置して対処している様子が報道されたことがある。